# معركة الكربكان
معركة الكربكان وقعت 10 فبراير 1885م بمكان يسمى الكربكان في السودان ، بين القوات البريطانية وقوات المهديين ، أنتصرت فيها القوات البريطانية . وسقط في هذه المعركة قائد القوات البريطانية وليام ايرل .

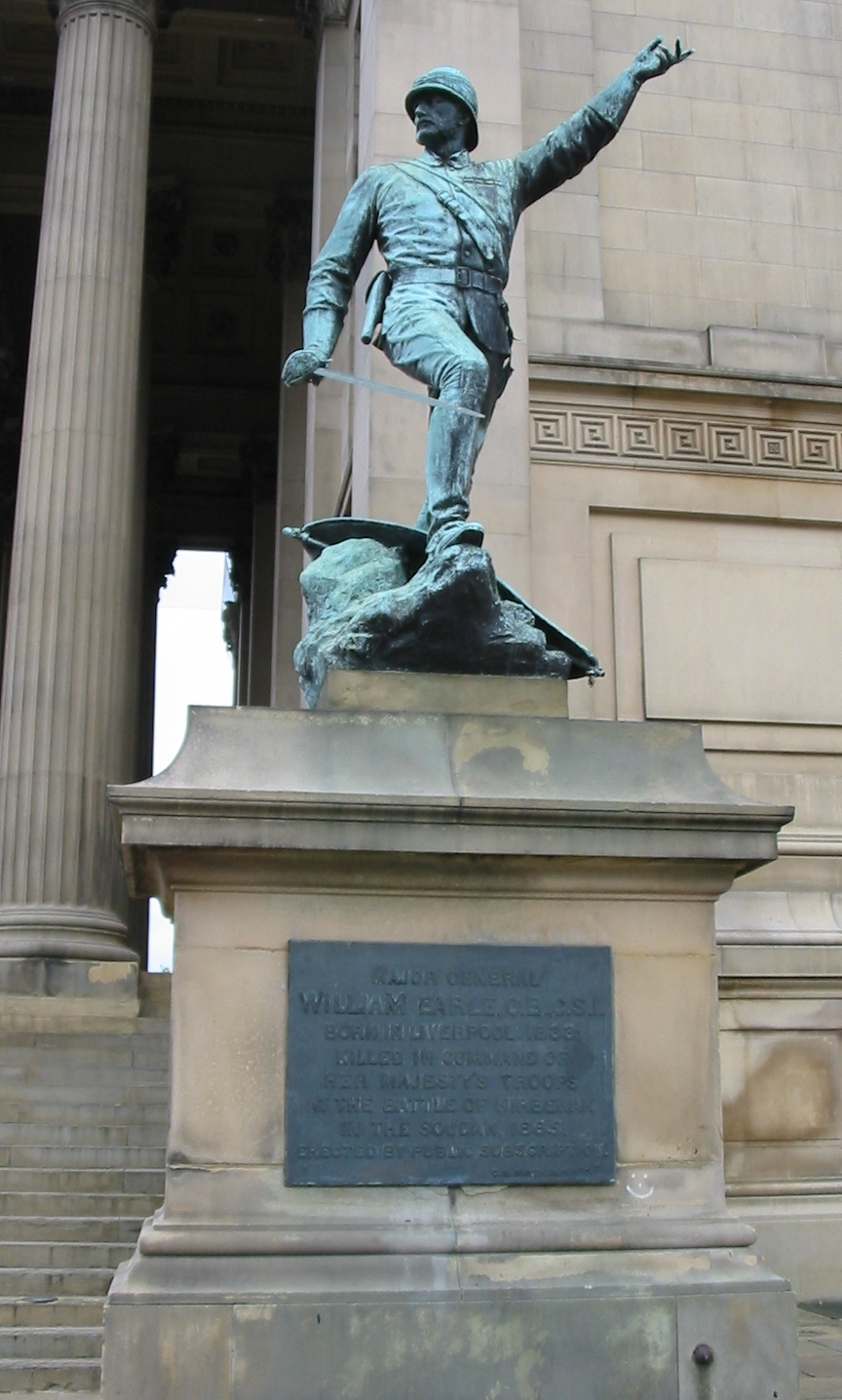
تمثال تذكاري بمدينة ليفربول لوليام ايرل